# عملية العقرب الصحراوي
'عملية عقرب الصحراء (Operation Desert Scorpion) كانت عملية أمريكية كبرى لتحديد والقضاء على القوات المناهضة للتحالف مع تقديم المساعدات الإنسانية في نفس الوقت. كانت منطقة العمليات mainly في شمال وسط العراق وتم إجراؤها بين 15 و 29 يونيو 2003. كانت المهمة والغرض المعلنان لعملية عقرب الصحراء هو هزيمة قوات العدو المتبقية غير الممتثلة. تم التخطيط لها كعملية كبرى تدعم أول خطة حملة "ما بعد الأعمال العدائية" والتي صدرت قبل أسبوع واحد فقط من بدايتها.

## الخلفية
تبعَت العملية عملية ضربة شبه الجزيرة (Operation Peninsula Strike), التي انتهت قبل ثلاثة أيام، وكانت جزءًا من الرد الأمريكي على ارتفاع كبير في هجمات القوات المناهضة للتحالف التي بدأت في أواخر مايو 2003. كانت عملية ضربة شبه الجزيرة عملية لفرقة المشاة الرابعة وتأثرت مباشرة بأوامر الإنذار المبكرة لعملية عقرب الصحراء. هذه العملية تم دعمها من معسكر سبيرهيد، الكويت، من قبل شركة النقل 149 (POCC)، كتيبة النقل العاشرة (TML), مجموعة النقل السابعة (COMP).

## العملية
فرقة العمل المشتركة المدمجة 7 (CJTF-7) هي التي أجرت العملية التي شملت عناصر من فرقة المشاة الثالثة، وفرقة المشاة الرابعة، والفرقة 101 المحمولة جوا، والفرقة المدرعة الأولى، وفوج الفرسان المدرع الثاني وفوج الفرسان المدرع الثالث. كانت خطة المناورة أولاً هي الحصول على intelligence لتحديد تلك العناصر، أو القوات، في العراق التي كانت تمنع إنشاء قدرة حكم مؤقتة. في الوقت نفسه، كانت العملية تهدف إلى تحديد تلك العناصر التي كانت تدعم الحكم والاستقرار في العراق، وتحديد مشاريع الأشغال العامة التي من شأنها تمكين جهودهم. صُممت العملية لتبدأ بعمليات في جميع أنحاء البلاد تهزم تلك القوات غير الممتثلة المتبقية مع توفير الأموال والمشاريع لتلك المناطق، والقادة المحليين، الذين دعموا نمو الحكم والاستقرار العراقي.
أجرت فرقة المشاة الثالثة خمس مداهمات واعتقلت 20 شخصًا. كما صادرت الفرقة الثالثة 20 طلقة مضادات الدروع، وثلاثة أيه كيه-47، وقذيفة صاروخية واحدة (RPG) وبعض مواد C-4 مع كبسولات تفجير. تضمنت المساهمات الإنسانية للفرقة الثالثة في العملية تنسيق خدمة جمع القمامة وإزالة 64 حمولة من القمامة من الفلوجة والاستمرار في العمل مع البلدية لإعادة إنشاء نظام لجمع النفايات.
أجرت فرقة المشاة الرابعة 43 مداهنة في منطقة تتراوح من كركوك في الشمال إلى التاجي في الجنوب واعتقلت في البداية 288 فردًا. تم احتجاز 65 من المعتقلين. صادرت الوحدة ثلاثة أيه كيه-47، وموقع هاون واحد ومنظار ليلي واحد للبندقية القناصة دراغونوف. كما قامت الفرقة أيضًا بوضع عقد لمعدات ملعب وسور استنادي لمدرسة في منطقتها، وساعدت مستشفى عام بشراء أدوية وإمدادات بقيمة 1000 دولار، واشترت سيارة إسعاف. 
نفذ جنود من الفرقة 101 المحمولة جوا ثلاث مداهمات واعتقلوا 12 فردًا. عملت الفرقة 101 المحمولة جوا أيضًا على إعادة بناء خنادق الصرف وترميم مكتب العمدة في مخمور، إلى جانب إعادة البناء في مدارس رياض الأطفال.
نفذت الفرقة المدرعة الأولى إجراءات هجومية في بغداد حيث أجرت ست مداهمات واعتقلت 22 فردًا. صادرت الوحدة تسعة بنادق، وثمانية مسدسات، وثلاثة سكاكين، وصندوقين من القنابل اليدوية، وقنبلة واحدة وثلاث طلقات عيار 127 ملم.
أجرى فوج الفرسان المدرع الثالث 11 مداهنة واعتقل 39 فردًا. كما وزعوا مستلزمات مدرسية على المدارس المحلية في الجزء الشرقي من العراق.

## ما بعد العملية
خلال المداهمات، سلم اثنان من الجنرالات العراقيين السابقين نفسيهما، اللواء عبد العلي جاسمين، وزير وزارة الدفاع، والعميد عبد الله علي جاسمين، رئيس الأكاديمية العسكرية العراقية، وتم احتجازهما للاستجواب. أدت عملية عقرب الصحراء أيضًا إلى مصادرة ثمانية ملايين دولار بالإضافة إلى مبلغ كبير من الجنيه الإسترليني واليورو.
بالإضافة إلى احتجاز 1330 مشتبهًا، تم أيضًا مصادرة 497 بندقية أيه كيه-47، و235 قنبلة يدوية، و124 قذيفة آر بي جي، و22 رشاشًا مزودًا بحزام ذخيرة، و130 مسدسًا، و100 بندقية، و8122 طلقة وذخيرة.
لسوء الحظ، لم تحقق العملية النتائج المرجوة. أعاقها في البداية فشل في توفير مشاريع الأشغال العامة التي كانت بالغة الأهمية لنجاحها. بينما قدمت الفرق ما مجموعه حوالي 53 مليون دولار من المتطلبات، تم تمويل 20 مليون دولار فقط. وبالتالي، لم تحقق القوة هدفها المتمثل في إظهار الالتزام علنًا بمكافأة أولئك الذين دعموا الاستقرار في العراق. كذلك، لم تمنح القوة الوقت الكافي لتطوير intelligence المطلوبة للعثور على قادة الحركات المتمردة المحلية واستهدافهم ثم مهاجمتهم. ومع ذلك، لا يزال إرث عملية عقرب الصحراء مرئيًا حتى اليوم في العمليات في كل من العراق وأفغانستان. لقد أصبح نمطًا للعمليات في كلا المسرحين.

## الوحدات العسكرية المشاركة
القوات الأمريكية التي تم الإبلاغ عن مشاركتها كانت
- فرقة المشاة الثالثة
- فرقة المشاة الرابعة
- الفرقة 101 المحمولة جوا
- الفرقة المدرعة الأولى
- فوج الفرسان المدرع الثاني
- فوج الفرسان المدرع الثالث
- شركة النقل 149
- الشركة الهندسية 671
- كتيبة الشرطة العسكرية 211 / سرية الشرطة العسكرية 115